# Arcidiocesi di Košice

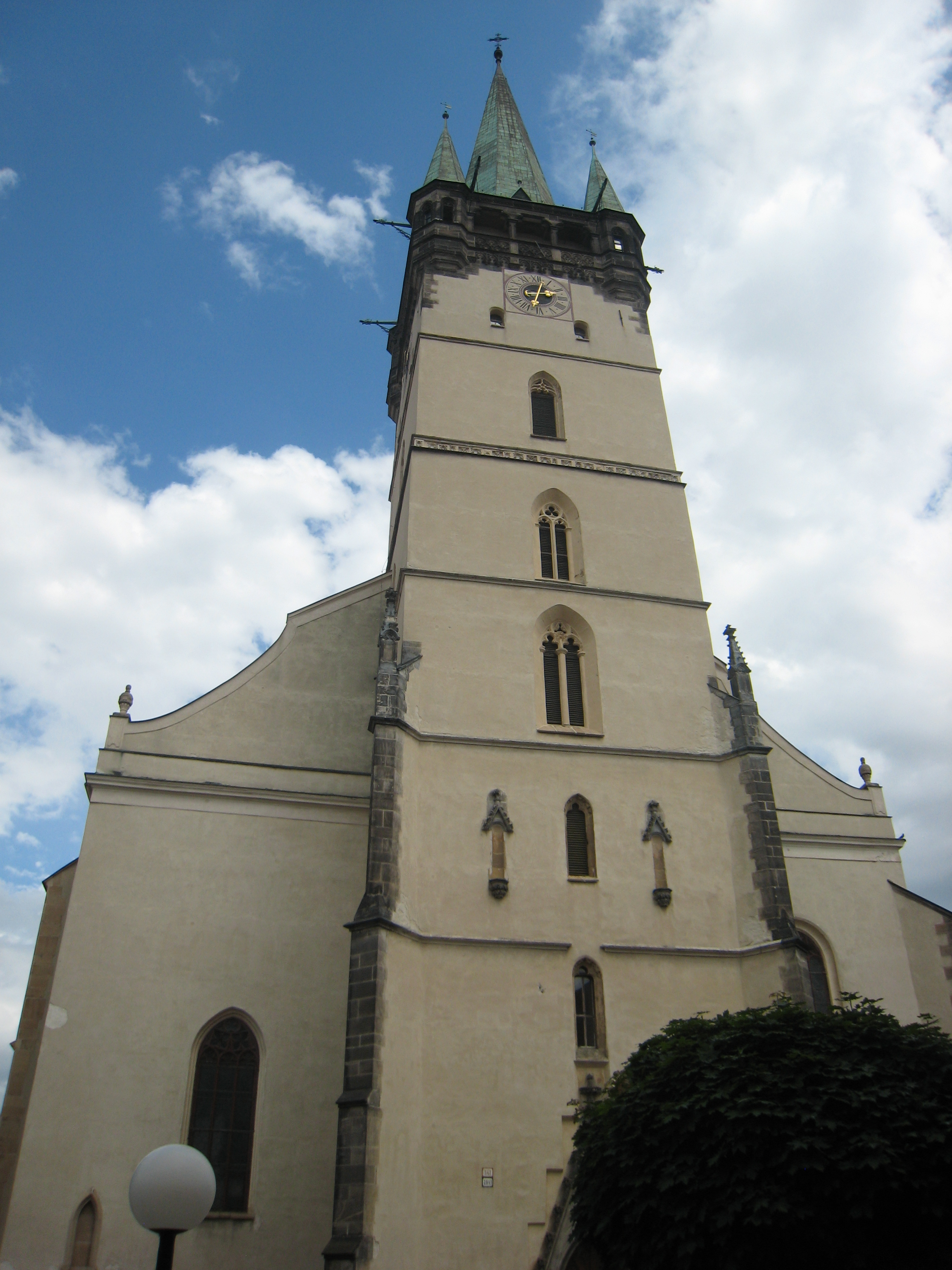
La concattedrale di Prešov.

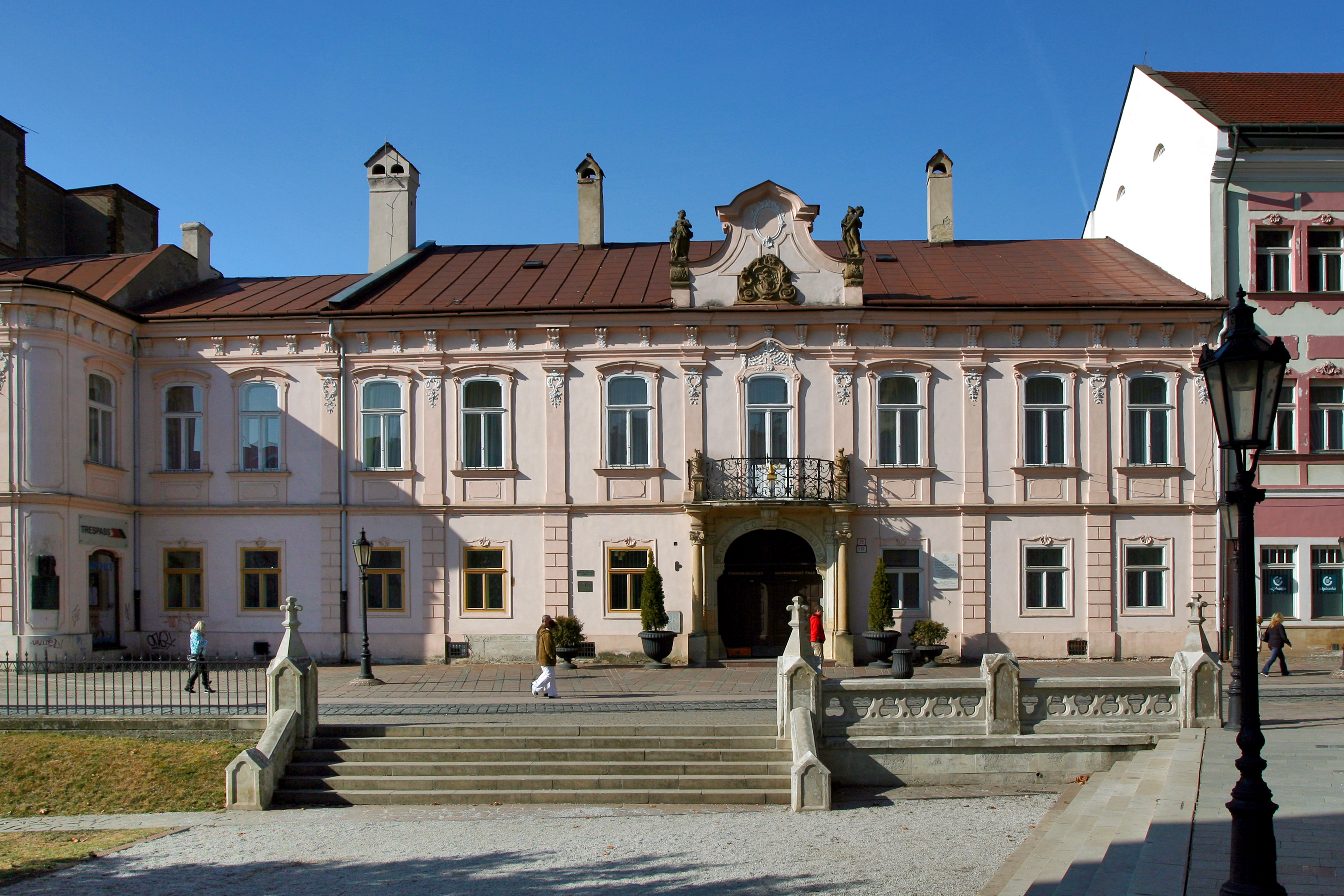
Il palazzo arcivescovile di Košice.

L'arcidiocesi di Košice (in latino Archidioecesis Cassoviensis) è una sede metropolitana della Chiesa cattolica in Slovacchia. Nel 2023 contava 679.470 battezzati su 1.158.400 abitanti. È retta dall'arcivescovo Bernard Bober.

## Territorio
L'arcidiocesi comprende le regioni di Košice e Prešov, nella Slovacchia orientale, eccettuati i distretti di Gelnica, Kežmarok, Levoča, Poprad, Rožňava, Spišská Nová Ves, nonché la parte occidentale del distretto di Stará Ľubovňa.
Sede arcivescovile è la città di Košice, dove si trova la cattedrale di Sant'Elisabetta d'Ungheria. A Prešov sorge la concattedrale di San Nicola.
Il territorio si estende su 10.430 km² ed è suddiviso in 222 parrocchie.

## Provincia ecclesiastica
La provincia ecclesiastica di Košice, istituita nel 1995, comprende 2 suffraganee:
- la diocesi di Rožňava,
- la diocesi di Spiš.

## Storia
La diocesi di Košice fu eretta il 9 agosto 1804 con la bolla In universa gregis di papa Pio VII, ricavandone il territorio dall'arcidiocesi di Eger, di cui era originariamente suffraganea. Nello stesso anno fu inaugurato il seminario vescovile.
In precedenza, a partire dal 1566 e per oltre un secolo, Košice era stata la sede effettiva dei vescovi di Eger che avevano dovuto lasciare la parte del Regno d'Ungheria occupata dall'Impero ottomano.
Verso la metà del XIX secolo, si contavano nella diocesi 260.000 cattolici di rito latino e 110.000 di rito greco, 20.000 luterani, 80.000 calvinisti e 55.000 ebrei. I cattolici di rito latino erano ripartiti in 194 parrocchie, servite da 276 preti diocesani e raggruppate in 3 arcidiaconati.
Nel concistoro del 25 giugno 1877 in cui papa Pio IX nominava vescovo di Košice Konštantín Schuster, la sede vescovile è descritta come una delle principali città del regno d'Ungheria, sorgente in un'amena pianura circondata da colline con vigneti. Aveva mille case con ventimila abitanti, quasi tutti cattolici. Aveva un capitolo con sette canonici, fra cui quattro dignità, ma mancavano le prebende per il teologo e il penitenziere. La cattedrale era l'unica parrocchia della città, in cui non vi erano confraternite, ma esistevano due monasteri maschili e uno femminile, c'erano due ospedali, un monte di pietà e il seminario. Nella diocesi, piuttosto vasta, si trovavano quasi 200 parrocchie.
Al termine della prima guerra mondiale e in seguito allo smembramento dell'impero austro-ungarico, la diocesi si trovò divisa fra due stati: 156 parrocchie in Cecoslovacchia e 49 parrocchie in Ungheria. Alla morte del vescovo Augustín Fischer-Colbrie nel 1925, la Santa Sede nominò Jozef Čársky, vescovo titolare di Tagora, come amministratore apostolico della diocesi.
Il 2 settembre 1937 per effetto della bolla Ad ecclesiastici di papa Pio XI Košice divenne una diocesi immediatamente soggetta alla Santa Sede. La porzione del suo territorio che cadeva sotto territorio ungherese fu eretta in amministrazione apostolica, con sede a Szikszó, e affidata all'arcivescovo di Esztergom Jusztinián György Serédi.
In seguito al primo arbitrato di Vienna del 2 novembre 1938 e ai cambiamenti dei confini politici tra Cecoslovacchia e Ungheria, la diocesi di Košice si trovò ad essere quasi tutta in territorio ungherese. Il 19 luglio 1939 con la bolla Dioecesium fines di papa Pio XII l'amministrazione apostolica di Szikszó fu soppressa e le sue parrocchie vennero reintegrate nella diocesi, che tornò a essere suffraganea dell'arcidiocesi di Eger. Dopo 14 anni fu nominato un nuovo vescovo, Stefan Madarász, di etnia ungherese, nominato il 19 luglio 1939. Per le poche parrocchie rimaste in territorio slovacco fu eretta una nuova amministrazione apostolica, con sede a Prešov, di cui continuò ad essere amministratore Jozef Čársky.
Al termine della seconda guerra mondiale furono ristabiliti i confini precedenti al 1938 e la diocesi si trovò ricostituita in territorio cecoslovacco, eccetto le parrocchie che rimasero in territorio ungherese. Alla diocesi furono date in amministrazione le 13 parrocchie della diocesi di Satu Mare che si trovavano in territorio cecoslovacco. Stefan Madarász continuò a portare il titolo di vescovo di Košice fino alla sua morte nel 1948, ma di fatto la diocesi fu amministrata da Jozef Čársky, come lo era prima del 1938.
Il 30 dicembre 1977 in virtù della bolla Praescriptionum sacrosancti di papa Paolo VI incorporò formalmente nel proprio territorio le parrocchie cecoslovacche della diocesi di Satu Mare, e contestualmente entrò a far parte della provincia ecclesiastica dell'arcidiocesi di Trnava.
Nel 1982 cedette le parrocchie in territorio ungherese dell'arcidiocesi di Eger.
Con la fine del regime comunista, dopo 32 anni di sede vacante, fu possibile nominare un nuovo vescovo, nella persona di Alojz Tkác, il 14 febbraio 1990.
Il 31 marzo 1995, con il riordino delle circoscrizioni ecclesiastiche slovacche, la diocesi è stata elevata al rango di arcidiocesi metropolitana con la bolla Pastorali quidem permoti di papa Giovanni Paolo II.

## Cronotassi dei vescovi
Si omettono i periodi di sede vacante non superiori ai 2 anni o non storicamente accertati.
- Andrej (André) Szabó † (20 agosto 1804 - 28 settembre 1819 deceduto)
- Štefan (István) Čech (Csech) † (8 gennaio 1821 - 4 giugno 1831 deceduto)
- Imrich Palugyay † (24 febbraio 1832 - 18 febbraio 1839 nominato vescovo di Nitra)
- Anton Ocskay † (18 febbraio 1839 - 11 settembre 1848 deceduto)
- Jozef Kunszt † (20 maggio 1850 - 15 marzo 1852 nominato arcivescovo di Kalocsa)
- Ignác Fábry † (15 marzo 1852 - 26 giugno 1867 deceduto)
- Ján Perger † (13 marzo 1868 - 5 aprile 1876 deceduto)
- Konštantín Schuster † (1º luglio 1877 - 17 marzo 1887 nominato vescovo di Vác)
- Zigmund Bubics † (30 maggio 1887 - 22 maggio 1907 deceduto)
- Augustín Fischer-Colbrie † (22 maggio 1907 succeduto - 17 maggio 1925 deceduto)
  - Sede vacante (1925-1939)[5]
- Stefan Madarász † (19 luglio 1939 - 8 agosto 1948 deceduto)
  - Sede vacante (1948-1990)[6]
- Alojz Tkác † (14 febbraio 1990 - 4 giugno 2010 ritirato)
- Bernard Bober, dal 4 giugno 2010

## Statistiche
L'arcidiocesi nel 2023 su una popolazione di 1.158.400 persone contava 679.470 battezzati, corrispondenti al 58,7% del totale.
| anno | popolazione | popolazione | popolazione | presbiteri | presbiteri | presbiteri | presbiteri                | diaconi | religiosi | religiosi | parrocchie |
| anno | battezzati  | totale      | %           | numero     | secolari   | regolari   | battezzati per presbitero | diaconi | uomini    | donne     | parrocchie |
| ---- | ----------- | ----------- | ----------- | ---------- | ---------- | ---------- | ------------------------- | ------- | --------- | --------- | ---------- |
| 1948 | 292.681     | 570.430     | 51,3        | 277        | 240        | 37         | 1.056                     |         | 54        | 490       | 166        |
| 1969 | 549.158     | 785.949     | 69,9        | 203        | 203        |            | 2.705                     |         |           |           | 174        |
| 1980 | 605.300     | 887.000     | 68,2        | 250        | 250        |            | 2.421                     |         |           |           | 181        |
| 1990 | 740.611     | 998.053     | 74,2        | 231        | 231        |            | 3.206                     |         |           |           | 181        |
| 1999 | 612.642     | 1.050.639   | 58,3        | 345        | 285        | 60         | 1.775                     | 2       | 129       | 348       | 202        |
| 2000 | 616.343     | 1.066.127   | 57,8        | 359        | 303        | 56         | 1.716                     | 2       | 102       | 239       | 203        |
| 2001 | 608.260     | 1.045.146   | 58,2        | 384        | 319        | 65         | 1.584                     | 2       | 134       | 366       | 203        |
| 2002 | 676.333     | 1.118.295   | 60,5        | 396        | 333        | 63         | 1.707                     | 2       | 127       | 371       | 204        |
| 2003 | 678.174     | 1.120.136   | 60,5        | 403        | 342        | 61         | 1.682                     | 2       | 120       | 349       | 206        |
| 2004 | 678.174     | 1.118.295   | 60,6        | 404        | 348        | 56         | 1.678                     | 2       | 116       | 340       | 207        |
| 2006 | 678.170     | 1.111.132   | 61,0        | 447        | 382        | 65         | 1.517                     | 3       | 99        | 364       | 210        |
| 2013 | 677.000     | 1.153.505   | 58,7        | 479        | 394        | 85         | 1.413                     | 3       | 107       | 328       | 216        |
| 2016 | 679.000     | 1.157.600   | 58,7        | 480        | 389        | 91         | 1.414                     | 3       | 104       | 302       | 219        |
| 2019 | 677.600     | 1.155.200   | 58,7        | 488        | 405        | 83         | 1.388                     | 3       | 100       | 280       | 219        |
| 2021 | 678.780     | 1.157.240   | 58,7        | 493        | 409        | 84         | 1.376                     | 3       | 98        | 287       | 221        |
| 2023 | 679.470     | 1.158.400   | 58,7        | 481        | 402        | 79         | 1.412                     | 2       | 91        | 275       | 222        |